# 985年
| 千纪： | 1千纪 |
| 世纪： | 9世纪 \| 10世纪 \| 11世纪                                                                                      |
| 年代： | 950年代 \| 960年代 \| 970年代 \| 980年代 \| 990年代 \| 1000年代 \| 1010年代                                    |
| 年份： | 980年 \| 981年 \| 982年 \| 983年 \| 984年 \| 985年 \| 986年 \| 987年 \| 988年 \| 989年 \| 990年                |
| 纪年： | 乙酉年（鸡年）；于阗中興八年；契丹統和三年；北宋雍熙二年；大理明政十七年；越南天福六年；日本永觀三年，寬和元年 |

## 大事记
- 宋朝太子趙元佐被廢為庶人。
- 李繼遷襲據銀州（陝西榆林南）。
- 塞爾柱·貝格帶領部族離開烏古斯葉護國，在錫爾河右岸、現今南哈薩克斯坦州的毡的駐牧，並於同年皈依伊斯蘭教。
- 法蒂瑪王朝征服摩洛哥費茲為中心的伊德里斯王朝，版圖擴增至西北非地區並進入鼎盛時期。

## 出生
- 趙元儼，宋朝皇子。
- 夏竦，宋朝大臣。
- 种世衡，宋朝名将。

## 逝世
- 周保權，五代十国时期武平军节度使。
- 陳洪進，五代十国时期平海军节度使。
- 尉遲達磨，于阗国王。
- 張美，宋朝大臣。
- 段素顺，大理皇帝。
- 盧多遜，宋朝大臣。
- 拉米罗三世 (莱昂)。
- 藤原忯子，日本花山天皇的宠妃。